# Marie-Auguste d'Anhalt
 (juin 2020).
Si vous disposez d'ouvrages ou d'articles de référence ou si vous connaissez des sites web de qualité traitant du thème abordé ici, merci de compléter l'article en donnant les références utiles à sa vérifiabilité et en les liant à la section « Notes et références ».
Marie-Auguste d'Anhalt  (en allemand : Marie Auguste von Anhalt), princesse d'Anhalt puis, durant son mariage, princesse de Prusse, est née le 10 juin 1898 à Ballenstedt, Anhalt, Empire allemand et morte le 22 mai 1983 à Essen, en Allemagne de l'Ouest. Brièvement épouse du prince Joachim de Prusse, le plus jeune fils du dernier empereur Guillaume II d'Allemagne, c'est une princesse allemande et une personnalité du gotha européen.
Fille aînée survivante du futur duc Édouard d'Anhalt et de la princesse Louise-Charlotte de Saxe-Altenbourg, la princesse Marie-Auguste passe son enfance à Dessau, capitale du duché d'Anhalt. Pendant la Première Guerre mondiale, elle épouse le prince Joachim de Prusse, sixième fils de Guillaume II, empereur allemand, et devient ainsi membre de la famille impériale allemande. Du mariage de Marie-Auguste et de Joachim naît un fils, le prince Charles-François de Prusse, mais le mariage est dissous déjà peu après la fin de la Première Guerre mondiale et l'effondrement des monarchies allemandes. Le prince Joachim se suicide quelques semaines seulement après la finalisation du divorce.
Son petit-fils, le prince François-Guillaume de Prusse, épouse Maria Vladimirovna Romanova, une prétendante au trône de Russie, en 1976.

## Biographie

### Famille et jeunesse

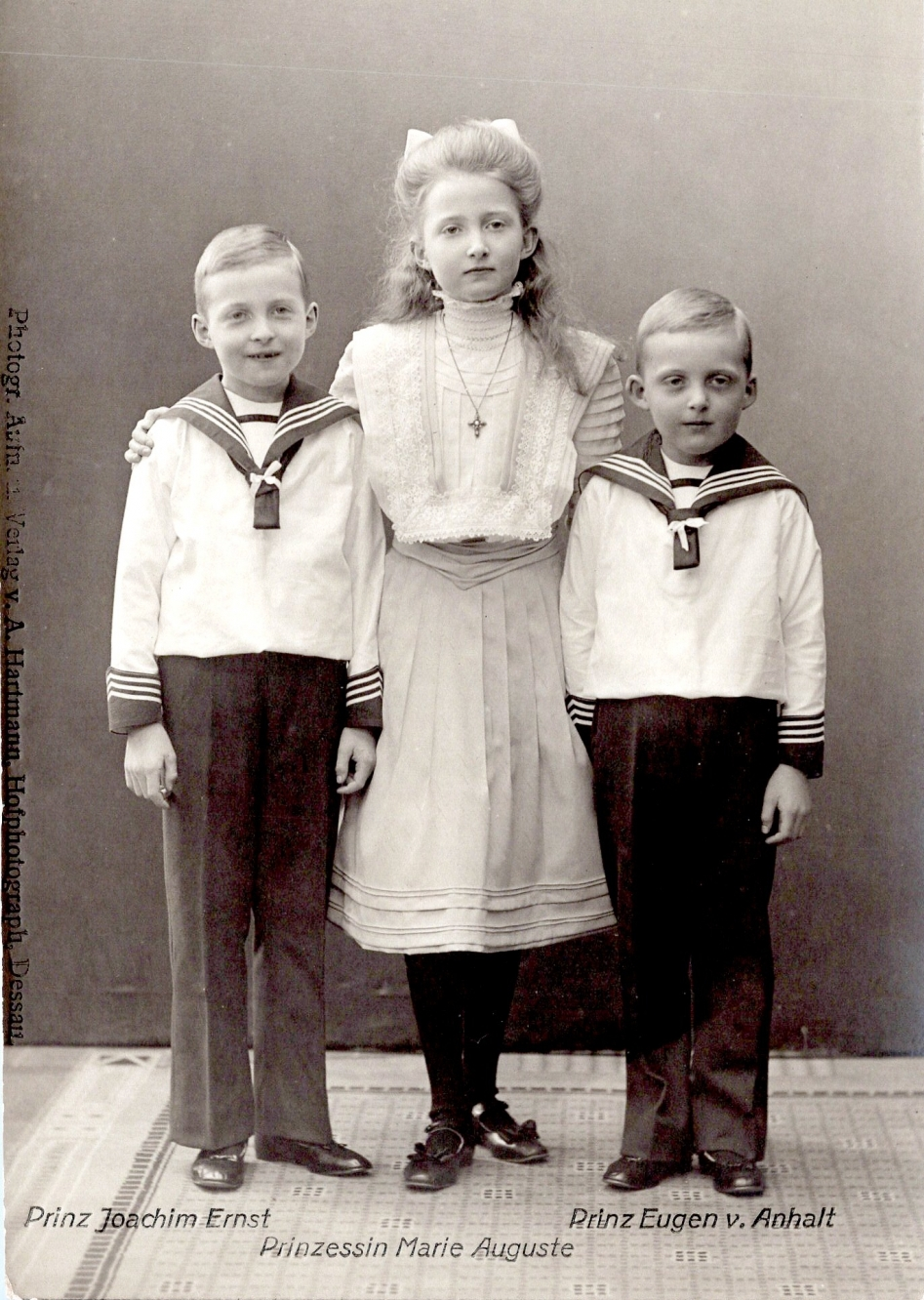
La princesse Marie-Auguste avec ses frères cadets, les princes Joachim-Ernest et Eugène en 1910.

Troisième enfant du prince Édouard d'Anhalt et de la princesse Louise-Charlotte de Saxe-Altenbourg, la princesse Marie-Auguste d'Anhalt voit le jour le 10 juin 1898 à Ballenstedt, dans le duché d'Anhalt en l'Allemagne centrale. Membre de la maison d'Ascanie, l'une des plus anciennes familles allemandes, son père est le troisième fils du duc Frédéric Ier d'Anhalt qui règne sur le petit duché de l'Empire allemand de 1871 à 1904. Le prince Édouard succédera à son père et son frère aîné, le duc Frédéric II d'Anhalt, mort sans descendance, en avril 1918, mais il meurt à son tour quelques mois plus tard.
La princesse Marie-Auguste passe son enfance à Dessau, capitale du duché d'Anhalt. Membre d'une fratrie composée de six frères et sœurs, dont les deux aînés meurent en bas âge, elle est la sœur aînée du prince Joachim-Ernest, qui deviendra pour quelques mois en 1918 le dernier duc d'Anhalt.

### Premier mariage

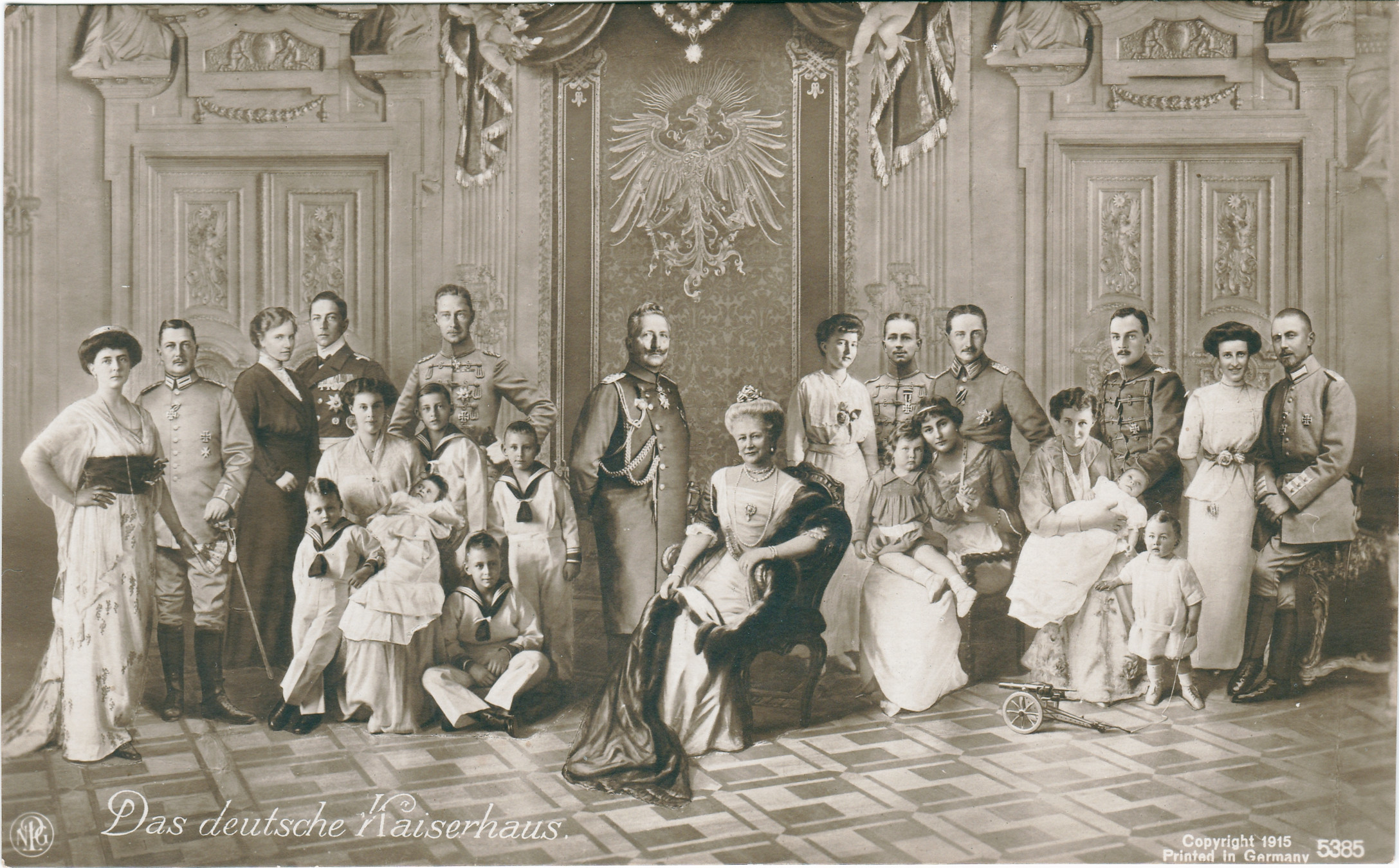
La princesse Marie-Auguste (derrière l'impératrice) en tant que membre de la famille impériale allemande. Carte postale de 1915.

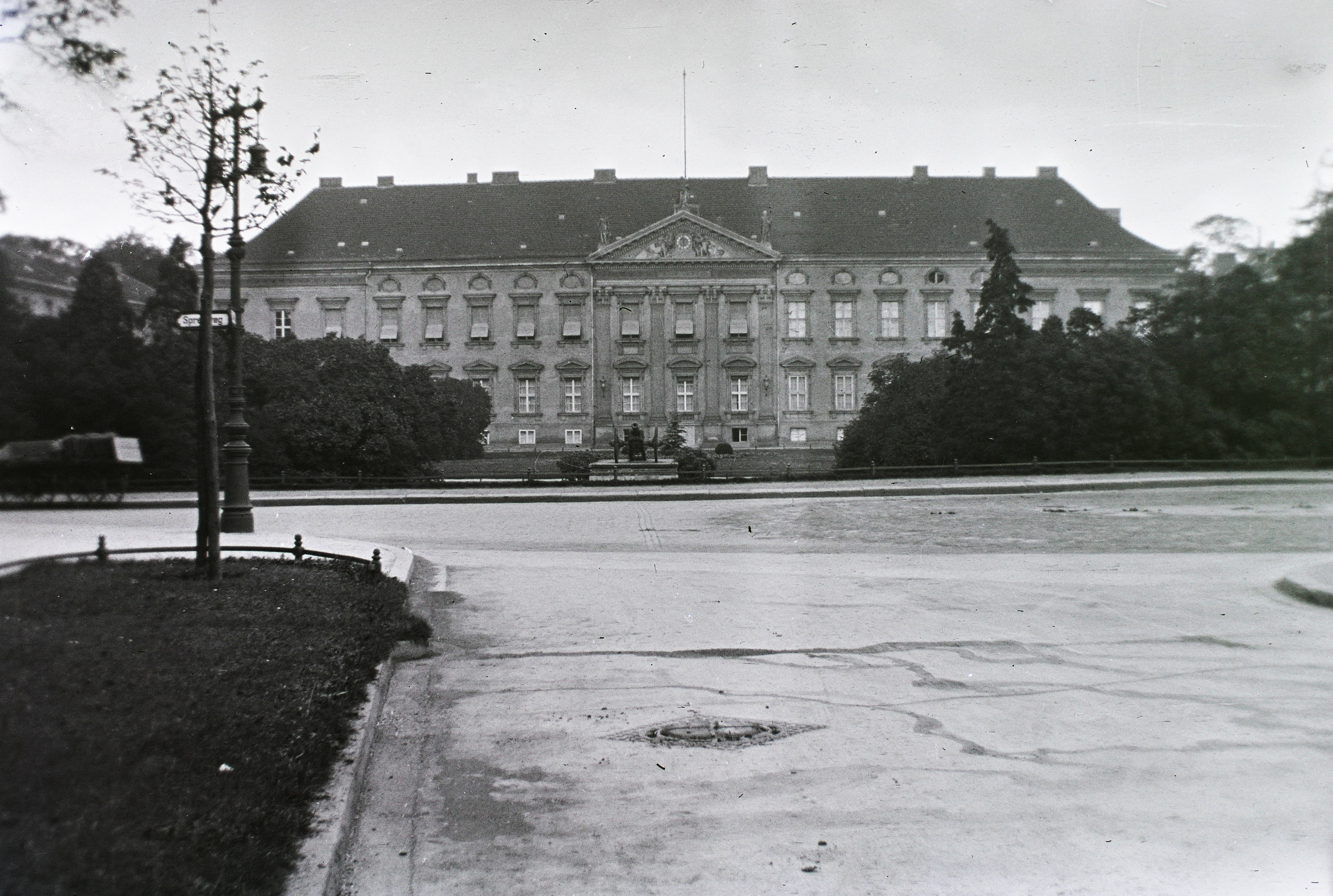
Le château de Bellevue à Berlin, lieu du mariage, en 1914.

Le 14 octobre 1915, pendant la Première Guerre mondiale, les fiançailles de la princesse Marie-Auguste, âgée de 17 ans, avec le prince Joachim de Prusse (1890-1920) sont annoncées. Le prince Joachim, de sept ans son aîné, est le plus jeune fils de l'empereur allemand Guillaume II et d'Augusta-Victoria de Schleswig-Holstein-Sonderbourg-Augustenbourg. La cérémonie luthérienne des noces a lieu le 11 mars 1916 à la chapelle royale du château de Bellevue dans le Tiergarten de Berlin,.

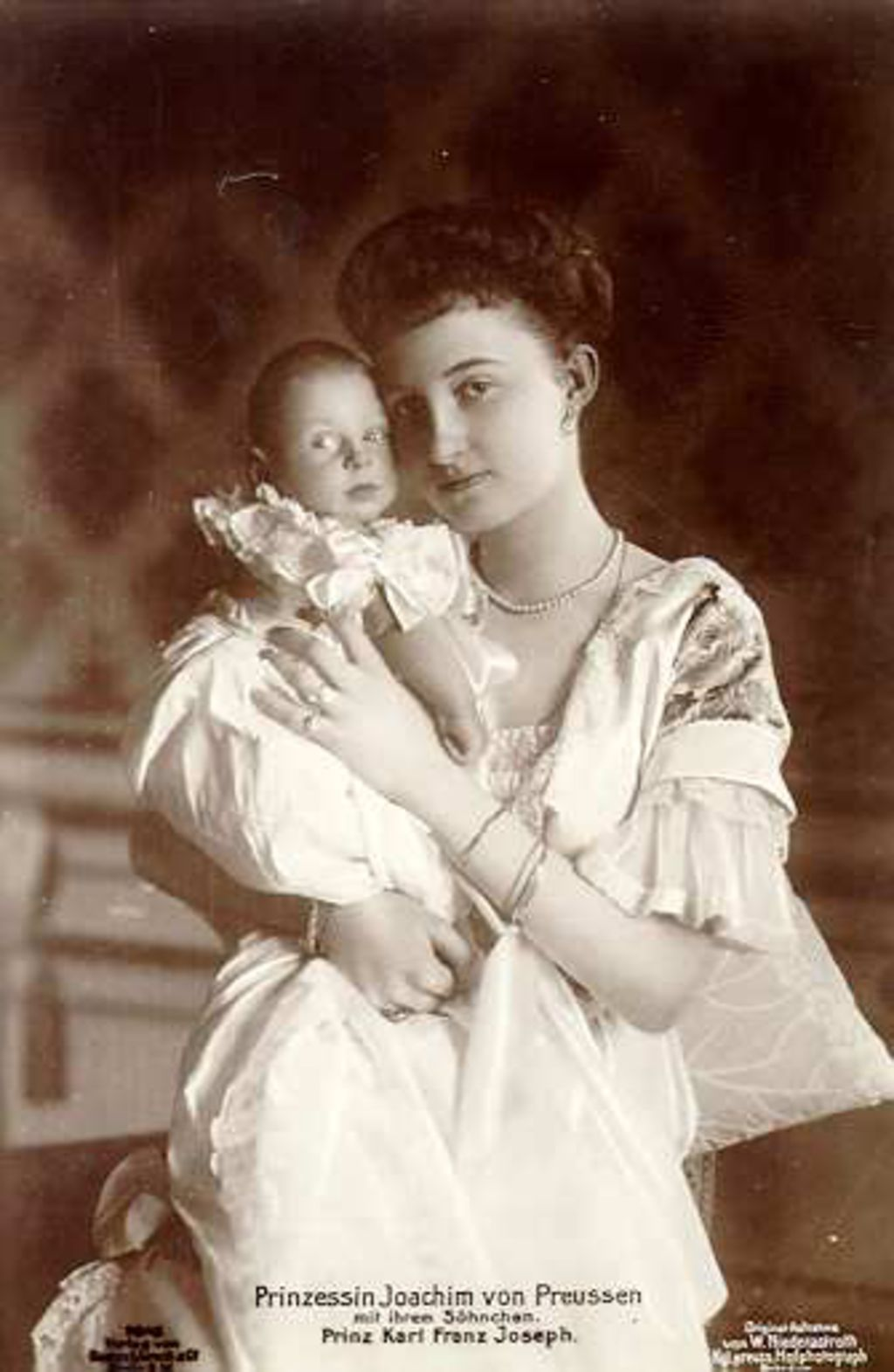
Marie-Auguste avec son fils en 1917.

Du mariage de Marie-Auguste et de Joachim naît un enfant :
- Charles-François de Prusse (15 décembre 1916 - 1975), qui épouse en premières noces en 1940 Henriette de Schönaich-Carolath (fille d'Hermine, deuxième épouse de l'empereur Guillaume II (1918-1972)). Après un divorce en 1946, il épouse Louise Hartmann (1909-1961). De nouveau divorcé en 1959, il épouse Eva Hererra-Verldeavellano (1922-1987).

La princesse demande le divorce peu après la fin de la Première Guerre mondiale. Les causes ne sont pas connues, car il n'y avait eu aucunes rumeurs de troubles conjugaux avant l'annonce de la séparation. Il est rapporté que Marie-Auguste aurait auparavant abandonné son mari et son fils pour s'enfuir avec un autre homme, et qu'elle aurait été ramenée de force chez elle sur ordre du Kaiser. Quelles que soient les raisons, cet événement est probablement l'une des principales raisons du suicide du prince Joachim quelques semaines seulement après la finalisation du divorce.
Après le suicide de Joachim, le fils de Marie-Auguste est placé sous la garde de son oncle paternel, le prince Eitel-Frédéric. Cette action est ensuite déclarée illégale et, en 1921, Marie-Auguste obtient la garde de son fils, malgré le fait que de nombreux serviteurs témoignent contre elle, l'avocat d'Eitel-Frédéric faisant valoir que la princesse est inapte à avoir la garde de Charles-François. Cependant, quand elle comparaît devant le tribunal, elle plaide qu'elle a le cœur brisé, ce qui l'aide peut-être à gagner son procès. En 1922, Marie-Auguste poursuit son ancien beau-père pour obtenir le soutien financier promis dans son contrat de mariage entre elle. L'avocat de Guillaume II fait valoir que les lois de la maison de Hohenzollern n'étant plus en vigueur, il n'y a plus d'obligation à la soutenir financièrement.

### Deuxième mariage
Le 27 septembre 1926, Marie-Auguste d'Anhalt épouse Johannes-Michael Freiherr von Loën , un ami d'enfance dont elle divorce en 1935 avant de reprendre son nom de jeune fille.

### Dernières années
Victime d'une situation financière bancale à la fin de sa vie, la princesse d'Anhalt adopte 35 hommes adultes, leur offrant le "droit" de jouir du titre de "Prince von Anhalt". En 1980, la princesse adopte l'entrepreneur Hans Robert Lichtenberg qui devint Frédéric Prinz von Anhalt et lui verse une pension mensuelle ,. Cependant, ces adultes adoptés n'ont aucun droit sur le titre de prince d'Anhalt, ni sur le prédicat d'altesse qui l'accompagne. La Maison d'Anhalt ne reconnut jamais les titres utilisés par les enfants adoptés par la princesse. Depuis la chute de l'empire allemand, les titres de noblesse ont été intégrés au nom de famille. Ainsi, la mention « Prinz von Anhalt » après le prénom d'un individu ne signifie en rien que le titre visé ne lui est légitime, cela indique seulement son affiliation à ladite famille.
La princesse Marie-Auguste meurt le 22 mai 1983 à Essen.

## Titulature
- 10 juin 1898 - 11 mars 1916 : Son Altesse Sérénissime la princesse Marie-Auguste, princesse d'Anhalt
- 11 mars 1916 - 1920 : Son Altesse Impériale et Royale la princesse Marie-Auguste, princesse de Prusse, princesse de Hohenzollern, princesse d'Anhalt
- 1920 - 22 mai 1983 : Son Altesse Sérénissime la princesse Marie-Auguste, princesse d'Anhalt